# Лъчезар Еленков
Лъчезар Еленков е български поет, публицист, издател и писател.

## Биография
Роден е в село Горни Лом, Община Чупрене, област Видин на 21 юли 1936 г. Завършва Московския нефтен институт и Българска филология в Софийския държавен университет.
Работи като главен редактор на редица списания и вестници (сред които сп. „Дружба“, в. „Славянски вестник“, в. „Български писател“, понастоящем – на сп. „Жарава“), както и в Радио София. Автор е на 28 стихосбирки. Негови книги са превеждани и издавани в много страни по света.
Удостоен е с множество награди, между които литературната награда „Гео Милев“, наградите „Михалаки Георгиев“ и „Иван Нивянин“, Димитровска награда и орден „Св. св. Кирил и Методий“ – първа степен. Той е народен деятел на културата и член на Перуанската академия на поетите.
Бил е секретар (21 октомври 1976 – 2 октомври 1980) и главен секретар (2 октомври 1980 – 28 март 1988) на Съюза на българските писатели, както и дипломат (с ранг пълномощен министър) на длъжност директор на Българския културно-информационен център в Москва (1988).
Възрастово принадлежи на Априлското поколение в българската литература, но по година на дебюта си го изпуска, закъснява и става типичен представител на „втората априлска вълна“. Заедно с всички „априлци“ участва в сборника „Априлски сърца“. В стихотворението „Вътрешно време“, включено в сборника, възпява Тодор Живков, чието партизанско име е Янко.
Удостоен е със званието Почетен гражданин на Белоградчик. Умира от рак в София на 6 септември 2020 г.